# Michele Monti
Michele Monti (Rosignano Marittimo, 1970. június 5. – Róma, 2018. december 8.) világbajnoki bronzérmes olasz cselgáncsozó.

## Pályafutása
Az 1997-es párizsi világbajnokságon és a 2004-es bukaresti Európa-bajnokságon bronzérmet szerzett. Részt vett a 2000-es sydney-i és a 2004-es athéni olimpián. A mediterrán játékokon 1997-ben arany-, 2001-ben bronzérmes lett.

## Sikerei, díjai
- Világbajnokság
  - bronzérmes: 1997
- Európa-bajnokság
  - bronzérmes: 2004